# کامه‌لوو
کامه‌لوو (انگلیسی: Kamelevo) یک شهرک در شهرستان بورایفسکی باشقیرستان کشور روسیه است.